# Amguri
Amguri è una suddivisione dell'India, classificata come town committee, di 6.944 abitanti, situata nel distretto di Sibsagar, nello stato federato dell'Assam. In base al numero di abitanti la città rientra nella classe V (da 5.000 a 9.999 persone).

## Geografia fisica
La città è situata a 26° 48' 0 N e 94° 31' 60 E e ha un'altitudine di 145 m s.l.m..

## Società

### Evoluzione demografica
Al censimento del 2001 la popolazione di Amguri assommava a 6.944 persone, delle quali 3.884 maschi e 3.060 femmine. I bambini di età inferiore o uguale ai sei anni assommavano a 780, dei quali 421 maschi e 359 femmine. Infine, coloro che erano in grado di saper almeno leggere e scrivere erano 5.187, dei quali 2.860 maschi e 2.327 femmine.